# Piper capense
Piper capense är en pepparväxtart som beskrevs av Carl von Linné d.y.. Piper capense ingår i släktet Piper och familjen pepparväxter. Utöver nominatformen finns också underarten P. c. brachyrhachis.